# Christina Roslyng
Christina Roslyng Christiansen (ur. 10 lipca 1978 w Juelsminde), była duńska piłkarka ręczna, wielokrotna reprezentantka kraju. Występowała na pozycji lewoskrzydłowej lub lewej rozgrywającej. Wraz z reprezentacją Danii zdobyła  złoty medal olimpijski w : 2000. Christina w 2006 roku poślubiła, duńskiego piłkarza ręcznego - Larsa Christiansena. Ma syna Frederika.

## Dane podstawowe
- Pozycja - lewoskrzydłowa, lewa rozgrywająca
- Wzrost - 169 cm

## Kluby
- 1997-2003  Viborg HK
- 2007-2008  Viborg HK

## Sukcesy

### Igrzyska Olimpijskie
- (2000)

### Mistrzostwa Europy
- (2002)
- (1998)

### Mistrzostwa Danii
- (1999, 2000, 2001, 2002, 2008)

### Puchar EHF
- (1999)

### Puchar Danii
- (2001)